# Australobiosis
Australobiosis is een geslacht van schietmotten van de familie Hydrobiosidae.

## Soorten
- A. araucanica F Schmid, 1958
- A. bidens F Schmid, 1989
- A. gladiocincta F Schmid, 1989